# Ampudia
Ampudia – gmina w Hiszpanii, w prowincji Palencia, w Kastylii i León, o powierzchni 137,17 km². W 2011 roku gmina liczyła 628 mieszkańców.